# AOカヴァラ
AOカヴァラ (ギリシャ語：Αθλητικός Όμιλος Καβάλα)は、ギリシャ・カヴァラに本拠地を置くサッカークラブ。1965年設立。

## 歴史
1965年、カヴァラに本拠地を置いていた3つのクラブが合併し発足。
1969年には早くもトップリーグのアルファ・エスニキ昇格を達成。74-75シーズンまでトップディビジョンに在籍した。その後一度降格してしまったが、1976年に再び昇格を達成した。
その後は昇格と降格を繰り返し、2009-11シーズンを最後にトップディビジョンから遠ざかっている。

## タイトル

### 国内大会
なし

## 歴代監督
- ア・デモス (2010)

## 歴代所属選手
- テオドロス・ザゴラキス (1989-1993)
- エルナン・ロドリゴ・ロペス (1998)
- アンテ・コヴィッチ (2000)
- ディミトリオス・サルピンギディス (2000-2002)
- エウゼビウシュ・スモラレク (2009-2010)
- シャルル・イタンジュ (2009-2010)
- ネマニャ・ヴチチェヴィッチ (2010-2011)